# وریکو، تارتو
وریکو، تارتو (به لاتین: Variku, Tartu) یک منطقهٔ مسکونی در استونی است که در تارتو واقع شده‌است.

## خصوصیات
وریکو ۰٫۷۷ کیلومترمربع مساحت و ۱٬۸۴۰ نفر جمعیت دارد.